# Asynapta dolichocera
Asynapta dolichocera är en tvåvingeart som först beskrevs av Marikovskij 1958.  Asynapta dolichocera ingår i släktet Asynapta och familjen gallmyggor. Inga underarter finns listade i Catalogue of Life.